# Sabri Al-Haiki
Sabri Al-Haiki (Taʿizz, 25 dicembre 1961) è uno scrittore, poeta e critico letterario yemenita.
Attualmente risiede a Sana'a.

## Biografia
Ha iniziato la sua carriera letteraria e artistica a circa quindici anni. Ha pubblicato le sue opere poetiche e scritti critici su quotidiani ufficiali e riviste letterarie specializzate, tra cui riviste poetiche egiziane.
È tra i fondatori del Modern Art Group e membro dell'Unione degli scrittori e scrittori yemeniti, oltre che dell'Unione degli scrittori arabi. È fondatore dello Yemeni Artists Syndicate.
In patria è ritenuto uno dei pionieri del teatro nazionale e un importante critico.

## Istruzione
- 1985, BA critica e letteratura teatrale, Kuwait.
- 1995, Diploma Superiore, Pubblica amministrazione, Istituto Nazionale di Scienze amministrative, Sana'a.
- 2001-2003 Diploma Superiore, Drammatico e Critico, Accademia delle Arti, Il Cairo.
- 2003-2006 Master Arts Dramatic, Academy of Arts, Cairo.

## Premi
Ha ricevuto un certificato di opere illustri nel primo forum di arti plastiche, Sanaa, nel maggio 1996.

## Pubblicazioni
Studi
- Signal and Substitution in Text Sources, Sana'a, Ebadi Center for Studies and Publishing, 2008.[4]
- Il ironia del romanzo yemenita, Critics Make a Wave to the Sea (in collaborazione con un gruppo di ricercatori), Sana'a, Yemeni Writers and Writers Union, 2008.
- The ironia of the Art of Cartoons Reading in Some of the Works of Naji Al-Ali (in collaborazione con un gruppo di ricercatori), Sana'a, Yemeni Center for Studies and Research, 2008.

Testi
- Zaid Al-Mushki, (una storia storica per ragazzi), sulla serie di libri per bambini, Ministero dell'Informazione e della Cultura, Sana'a, 1983.
- Poems in the Time of Chaos, 1985, Commercial Press, Kuwait. Capelli[5]
- Iceberg 1990, Akrama Press, Siria. Capelli
- The Sealer 1992 play
- Partecipazione con un gruppo di poeti arabi e francesi al libro: L'ivre Caravane, Parigi, Sous le patronage de I'Unesco, 1993.[6]
- 2000, antologia di poesia, in francese, con alcune opere della fotografa balcanica "Isabelle Wits": Yemen Peuple des Sables, "Belgio", © LA RENAISSANCE LIVR, 2000.[7][8]
- Partecipazione a Al-Babtain Dictionary of Contemporary Arab Poets.
- Partecipazione al dizionario dei poeti e della letteratura dal periodo pre-islamico all'anno 2000.
- Ha studiato alcune delle sue opere poetiche, in alcune tesi scientifiche e ricerche, come una tesi di dottorato, in (stilistico nella moderna poesia yemenita) Università di 'Ayn Shams - Il Cairo 1995. Dr. "Ahmed Qasim Zumar".

## Mostre
- Gennaio 1994, la prima mostra personale (Hall Damon) sponsorizzata dal Ministero della Cultura, Sana'a.
- Marzo 1996 la seconda mostra personale, Università di Sana'a.
- Ottobre 1997 la terza mostra personale, il Centro Culturale (Ministero della Cultura) Sana'a.
- Ha partecipato a numerose mostre collettive locali e straniere.
- Ha ricevuto un certificato di opere eccezionali nel primo forum di Belle Arti, Sana'a, nel maggio 1996.
- Più di cento dipinti delle sue opere, collezioni personali e ufficiali. Soprattutto in Europa.